# Ponceau 4R
Ponceau 4R, ook bekend als Cochenillerood A, is een rode synthetische azokleurstof. Als additief is het in de Europese Unie toegestaan onder E-nummer E124 met een Aanvaardbare Dagelijkse Inname van 0,7 mg/kg. Tot 1 juni 2013 was deze ADI 4 mg/kg.

## Bijwerkingen
Afgeraden voor mensen met astma. Niet gebruiken in combinatie met aspirine. Ponceau 4R behoort tot de additieven waarvan de Britse voedingsautoriteit in september 2007 aangaf dat het verminderen van het gebruik bij hyperactieve kinderen mogelijk enig positief effect kan hebben.